# Маршаллберг (Північна Кароліна)
Маршаллберг (англ. Marshallberg) — переписна місцевість (CDP) в США, в окрузі Картерет штату Північна Кароліна. Населення — 341 особа (2020).

## Географія
Маршаллберг розташований за координатами 34°43′34″ пн. ш. 76°30′49″ зх. д. / 34.72611° пн. ш. 76.51361° зх. д. (34.726015, -76.513556).  За даними Бюро перепису населення США в 2010 році переписна місцевість мала площу 1,67 км², з яких 1,65 км² — суходіл та 0,02 км² — водойми.

## Демографія
Згідно з переписом 2010 року, у переписній місцевості мешкали 403 особи в 202 домогосподарствах у складі 117 родин. Густота населення становила 242 особи/км².  Було 303 помешкання (182/км²).
Расовий склад населення:
| - 97,8 % — білих - 1,5 % — азіатів |

До двох чи більше рас належало 0,7 %. Частка іспаномовних становила 0,2 % від усіх жителів.
За віковим діапазоном населення розподілялося таким чином: 12,9 % — особи молодші 18 років, 62,5 % — особи у віці 18—64 років, 24,6 % — особи у віці 65 років та старші. Медіана віку мешканця становила 53,1 року. На 100 осіб жіночої статі у переписній місцевості припадало 112,1 чоловіків;  на 100 жінок у віці від 18 років та старших — 108,9 чоловіків також старших 18 років.
За межею бідності перебувало 7,4 % осіб, у тому числі 0,0 % дітей у віці до 18 років та 18,9 % осіб у віці 65 років та старших.
Цивільне працевлаштоване населення становило 81 особа. Основні галузі зайнятості: сільське господарство, лісництво, риболовля — 42,0 %, освіта, охорона здоров'я та соціальна допомога — 24,7 %, роздрібна торгівля — 23,5 %.